# زورانا آرونوویچ
زورانا آرونوویچ (سیریلیک صربی: Зорана Аруновић ; متولد ۲۲ نوامبر ۱۹۸۶) یک ورزشکار رشته تیراندازی اهل صربستان است. او قهرمان جهان در رشته تپانچه بادی ۱۰ متر و بهترین ورزشکار صربستان در سال ۲۰۱۰ بود.

## حرفه
او در سال ۲۰۰۱ شروع به تمرین تیراندازی کرد و از باشگاه پولیکاژاک شروع کرد و سپس به کرونا زوزدا نقل مکان کرد. او به این ورزش به خاطر خواهر بزرگترش جلنا (Јелена)، که او نیز یک ورزشکار تیراندازی موفق است، علاقه‌مند شد.
در مسابقات قهرمانی اروپا ۲۰۰۴ در گیور به همراه سایر اعضای تیم نوجوانان آرونوویچ به مدال نقره دست یافت و در سال ۲۰۰۵ در استونی به مدال برنز دست یافت. در سال ۲۰۰۶ در مسابقات قهرمانی نوجوانان اروپا در مسکو مدال طلای انفرادی و تیمی را به دست آورد. آرونوویچ همچنین در مسابقات تیراندازی قهرمانی جهان ۲۰۰۶ در زاگرب در تپانچه بادی ۱۰ متر در تیم نوجوانان برنز و در تپانچه ۲۵ متر طلای انفرادی کسب کرد. در بازی‌های مدیترانه‌ای ۲۰۰۹ پسکارا مدال طلا را به دست آورد.
آرونوویچ مدال‌های زیادی کسب کرده‌است، اما مهم‌تر از همه در مسابقات تیراندازی قهرمانی جهان ۲۰۱۰ در مونیخ برنده شده‌است. او مدال طلای تپانچه بادی ۱۰ متر، مدال نقره انفرادی و تیمی را به همراه خواهرش یلنا و یاسنا شکاریچ در تپانچه ۲۵ متری به دست آورد. او اولین بانوی ورزشکار صربستانی شد که برگزاری بازی‌های المپیک تابستانی ۲۰۱۲ لندن را فراهم کرد.
در سپتامبر ۲۰۱۰، او به مقام اول فهرست ISSF در رویداد تپانچه بادی صعود کرد. کمیته المپیک صربستان بهترین ورزشکار سال را معرفی کرد. آرونوویچ در سال ۲۰۱۱ «جایزه می» انجمن ورزشی صربستان را دریافت کرد. او مدال نقره یونیورسیاد تابستانی ۲۰۱۱ در شنژن را به دست آورد.
زورانا در بازی‌های المپیک تابستانی ۲۰۱۲ شرکت کرد. او در تپانچه ۲۵ متر زنان چهارم و در تپانچه بادی ۱۰ متر زنان رتبه هفتم را به دست آورد.
او در بازی‌های المپیک تابستانی ۲۰۱۶ شرکت کرد. او در تپانچه ۲۵ متر زنان مسابقه می‌دهد و در تپانچه بادی ۱۰ متر زنان یازدهم شد.

### نتایج المپیک
| رویداد             | ۲۰۱۲       | ۲۰۱۶      |
| ------------------ | ---------- | --------- |
| تپانچه ۲۵ متر      | ۴ ۷۸۷٫۳    | ۱۹ ۵۷۶    |
| تپانچه بادی ۱۰ متر | ۷ ۳۸۵+۹۸٫۵ | ۱۱ ۳۸۲+۱۶ |

## شخصی
او اوکراینی، روسی و انگلیسی خوانده‌است.